# アトリエ・ド・フロマージュ
株式会社アトリエ・ド・フロマージュは、長野県東御市に所在するナチュラルチーズを中心とした食品の製造販売企業である。日本国内のナチュラルチーズ製造の先駆けであり、ナチュラルチーズを使用したピザやケーキ等の製造販売も手掛ける。

## 概要
フランスや日本国内で学んだ技術をベースに、ナチュラルチーズの種類別に風土に合った独自の製法を確立し、個性的なチーズ作りをおこなっている。チーズ工房の規模に対して、製造販売するナチュラルチーズの種類が多く、プロセスチーズの製造販売はしていない。
地域との交流を大切にしており、地元ワイナリーの商品も積極的に取り扱う他、2年毎にフロマージュ祭り（現：フロマージュフェスティバル）を本店で開催している。また、直営のリストランテ フォルマッジオは、観光列車「ろくもん」のろくもん1号 軽井沢→長野コースのメイン料理を担当している。

## 沿革
- 1980年（昭和55年） - 創業者である松岡 茂夫・容子夫妻が本格的にナチュラルチーズの研究を始める。都立立川短期大学の松岡博厚教授に師事し、チーズの理論と製法の実施を学ぶ。明治大学農学部の聴講生となり、応用微生物をはじめとする食品化学を学ぶ。
- 1981年（昭和56年） - 創業者夫妻がともにフランスの国立乳製品専門学校へ留学。
- 1982年（昭和57年） - 長野県小県郡東部町（現：長野県東御市）に小さなチーズ工房を建てる。フロマージュ・フレの製造を始め、「生チーズ」と名づけて販売する。同年、カマンベールの製造を開始する。
- 1983年（昭和58年） - 長野県小県郡東部町（現：長野県東御市）に新工房を建設し、移転。（現：リストランテ フォルマッジオ）
- 1984年（昭和59年） - ブリーチーズの製造販売を開始する。
- 1986年（昭和61年） - 長野県北佐久郡軽井沢町に軽井沢店をオープンする。（現：軽井沢チーズ熟成所・売店）
- 1989年（平成元年） - ブルーチーズの製造販売を開始する。
- 1990年（平成2年） - 東京に「目白店」をオープンする。（2007年閉店）
- 1992年（平成4年） - 長野県北佐久郡軽井沢町に喫茶部をオープンする。（現：軽井沢ピッツェリア）
- 1994年（平成6年） - 三越日本橋本店に直営ショップをオープンする。（2011年閉店）
- 1996年（平成8年） - 長野県小県郡東部町（現：長野県東御市）に新工房を建設し移転（現：本店）。
長野県小県郡東部町（現：長野県東御市）にイタリアンレストラン「リストランテ フォルマッジオ」オープン。
モッツァレラチーズ、リコッタチーズなどのイタリア系チーズやヨーグルトの製造販売を開始。
- 1998年（平成10年） - 長野県小県郡東部町（現：長野県東御市）にフロマージュ牧場を開設する。（2001年閉鎖）
- 2000年（平成12年） - 松坂屋名古屋店に直営ショップをオープン。
- 2004年（平成16年） - 「軽井沢チーズスイーツの店」をオープンする。（現：旧軽井沢店）
- 2005年（平成17年） - 東京都港区に「南青山店」をオープンする。
- 2015年（平成27年） - ソントングループに参画

## 受賞歴
日本国内での受賞
- 2012年（平成24年） - 信州ブランドアワード 2012 特別賞[2]
- 2014年（平成26年） - ブルーチーズ JAPAN CHEESE AWARD 2014 グランプリ[3]
- 2016年（平成28年） - ココン JAPAN CHEESE AWARD 2016 金賞・部門賞[4]
ブルーチーズ JAPAN CHEESE AWARD 2016 金賞[4]
- 2018年（平成30年） - ブリーチーズ JAPAN CHEESE AWARD 2018 白カビ部門金賞・最優秀部門賞[5]
山のチーズ JAPAN CHEESE AWARD 2018 非加熱圧搾・熟成4ヶ月未満部門銀賞[5]
ココン JAPAN CHEESE AWARD 2018 ソフト酸凝固・山羊乳以外部門銅賞[5]
生チーズ JAPAN CHEESE AWARD 2018 フレッシュ・プレーン部門銅賞[5]
翡翠 JAPAN CHEESE AWARD 2018 青カビ部門銅賞[5]
- 2019年（平成31年） - 翡翠 第12回 ALL JAPAN ナチュラルチーズコンテスト 金賞[6]

海外での受賞
- 2015年（平成27年） - ブルーチーズ MONDIAL du FROMAGE Le Concours International "Produits" 2015 SUPER GOLD 受賞[7]
- 2017年（平成29年） - ココン MONDIAL du FROMAGE Le Concours International "Produits" 2017 GOLD 受賞[8]
- 2019年（平成31年） - ブルーチーズ WORLD CHEESE AWARD 2019 SILVER 受賞[9]

## 店舗
- ショップ
  - 本店売店 長野県東御市新張504-6
  - 軽井沢チーズ熟成所・売店 長野県北佐久郡軽井沢町軽井沢東18-9
  - 旧軽井沢店 長野県北佐久郡軽井沢町軽井沢2-1
  - 名古屋松坂屋店 愛知県名古屋市中区栄3-16-1 松坂屋名古屋店 本館B1

- レストラン
  - 本店カフェ 長野県東御市新張504-6
  - リストランテ フォルマッジオ 長野県東御市新張682-2
  - 軽井沢ピッツェリア 長野県北佐久郡軽井沢町軽井沢東22-1
  - 軽井沢発地市庭店 長野県北佐久郡軽井沢町大字発地2564-1
  - 南青山店 東京都港区南青山3-8-5 デルックスビル1F

## 事業所
- 本社・チーズ工房 長野県東御市新張504-6
- 配送センター 長野県東御市加沢1409-36